# Zell am See

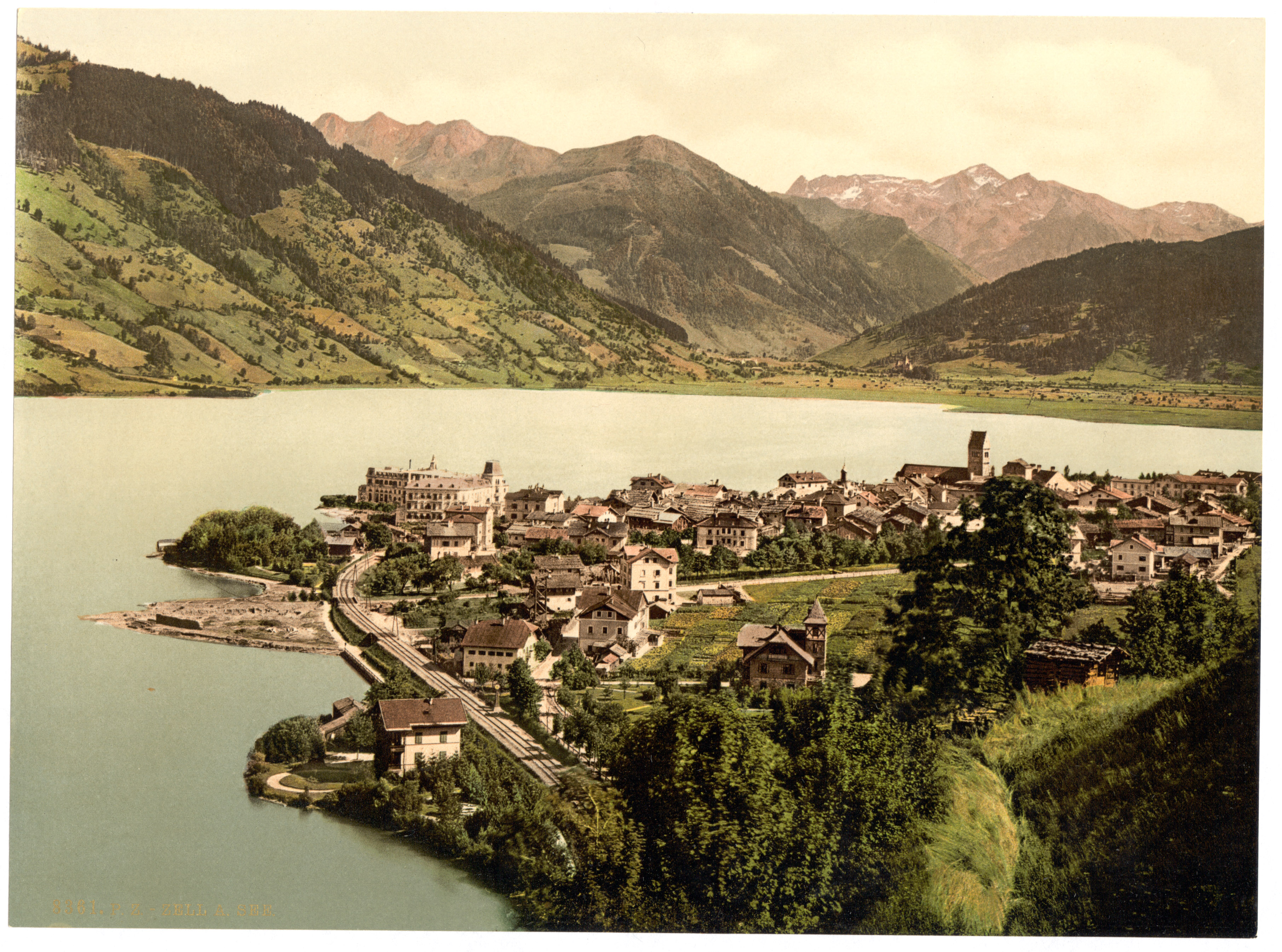
Zell am See på ett vykort från början av 1900-talet.

Zell am See är en stad och kommun i förbundslandet Salzburg i Österrike. Kommunen har 10 290 invånare (2024), på en yta av 55,17 km². Zell am See är huvudort i distriktet med samma namn. Zell am See är en kurort, belägen vid Zeller See.
Redan under romartiden fanns boplatser vid samma ställe. 740 grundade kristna munkar orten Cella in Bisonzio efter uppdrag av ärkebiskop Johannes. Orten blev 1357 köping och fick 1928 stadsrättigheter.
Tillsammans med kommunen Kaprun är Zell am See en betydande turismregion med över två miljoner övernattningar per år. Zell am See omfattar en del av Alperna. Zell am See är framför allt känd som vintersportort och har tillsammans med Kaprun 138 kilometer pister och 49 liftar.

## Indelning
Kommunen består av fem orter (Ortschaften) (inom parentes invånarantal 1 januari 2024):
- Bruckberg (919)
- Erlberg (155)
- Schmitten (587)
- Thumersbach (1 109)
- Zell am See (7 520)